# Net-juu no Susume
Net-juu no Susume (ネト充のススメ?), también conocido como Recovery of an MMO Junkie y Gamer en Rehabilitación en Hispanoamérica, es un webmanga japonés escrito e ilustrado por Rin Kokuyo. Este manga ha dado origen a una serie de anime dirigida por Kazuyoshi Yaginuma.

## Argumento
Moriko Morioka es una mujer de 30 años quien, luego de renunciar a su empleo, se convierte en una nini. Como consecuencia, desemboca en el mundo del juego en línea. Es así que crea al personaje "Hayashi", que comienza a generar una amistad con un simpático personaje "Lily".

## Personajes

### Vida real
Moriko Morioka (盛岡森子 Morioka Moriko?)
Seiyū: Mamiko Noto
Es soltera y tiene 30 años. Es una persona serena y respetuosa, aunque, cuando se habla a ella misma, puede llegar a ser muy enérgica. Por un lado, se alegra por pequeñas cosas, aunque por otro, se deprime fácilmente.
Yuta Sakurai (桜井優太 Sakurai Yuta?)
Seiyū: Takahiro Sakurai
Es un empleado de 28 años, que conoce a Moriko dado a una serie de eventos. Tiene aspecto europeo, puesto que uno de sus padres era británico. Por este motivo, no logra pasar desapercibido a los ojos de la gente, lo que odia, puesto que es muy tímido. Comienza a sentirse conectado de alguna forma a Moriko, lo que hace que se preocupe por ella.
Kazuomi Fujimoto (藤本和臣 Fujimoto Kazuomi?)
Seiyū: Takuma Terashima
Es un estudiante universitario que trabaja en el mercado que se encuentra cerca de la casa de Moriko.
Homare Koiwai (小岩井誉 Koiwai Homare?)
Seiyū: Tomoaki Maeno
tiene 32 años y es compañero de trabajo de sakurai. Anteriormente, trabajó en la misma compañía que Moriko, aunque en otro sector. Se divierte molestando a Sakurai con Moriko y viceversa.

### Juego
Hayashi (林?)
Seiyū: Ryōta Suzuki
Es el personaje masculino que Moriko utiliza en el juego. Es un 'caballero'.
Lily (リリィ Riryi?)
Seiyū: Reina Ueda
Es el primer personaje que Hayashi conoce en el juego y también es la personaje femenina que Yuta utiliza en el juego. Es bonita y simpática, tal que Moriko la califica de "ángel". Su personaje es una 'conductora'.
Kanbe (カンベ?)
Seiyū: Yūichi Nakamura
Se ocupa de todos sus compañeros en el juego. Su personaje es un 'asesino'.
Lilac (ライラック Rairakku?)
Seiyū: Yuka Aisaka
Es un personaje creado por una joven que ama los personajes tipo lolita y las orejas de gato. Por lo tanto, Lilac fue diseñada según sus gustos. Es charlatana y le cuesta guardar secretos. Aun así, no es una mala persona.
Pokotaro (ぽこたろう?)
Seiyū: Kazuhiro Sunseki
Sus características se condicen con el máximo de altura y de ancho que un personaje podía tener en el juego. Es un 'shamán'.
Himeralda (ヒメラルダ Himeraruda?)
Seiyū: Takanori Yagi
Es un personaje masculino, alto, con actitudes femeninas. En la vida real, es una mujer y está casada con quien maneja a Pokotaro.

## Media

### Manga
Está siendo publicado por Comico, perteneciente a Media Factory. A la fecha, ha sido recopilado en 2 volúmenes tankōbon.
El sitio de manga en línea Comico anunció que Netojū no Susume terminará su publicación debido a problemas de salud de la mangaka Rin Kokuyo. La autora y representantes de Comico discutieron la situación y acordaron terminar con la publicación para que Kokuyo se enfoque en su recuperación.
El manga, que en Occidente se conoce como Recovery of an MMO Junkie, comenzó a publicarse en octubre de 2013. Por cuestiones de salud, Kokuyo suspendió la publicación de esta historia desde julio de 2015, casi al mismo tiempo de que el segundo volumen recopilatorio se publicara en formato físico.

### Anime
La serie ha sido adaptada por el estudio Signal. MD. Constó de 10 episodios emitidos durante la temporada del otoño japonés de 2017.

#### Equipo de producción
- Director: Kazuyoshi Yaginuma
- Guionista: Kazuyuki Fudeyasu
- Música: Cornelius
- Diseño de personajes: Senbon Umishima
- Director de arte: Izumi Hoki
- Director de sonido: Hozumi Gōda
- Director de fotografía: Yoshiyuki Anzai
- Diseño de color: Miho Tanaka

#### Banda sonora
- Opening: Saturday Night Question (サタデー・ナイト・クエスチョン) por Megumi Nakajima.
- Ending: Hikari, Hikari (ひかり、ひかり) por Yuka Aisaka.

### Especial
Un episodio especial fue incluido en el disco Blu-ray de la serie. El mismo fue lanzado el 8 de diciembre de 2017.

### OVA
Un OVA de la serie fue lanzado al público